# Dinochloa malayana
Dinochloa malayana är en gräsart som beskrevs av Soejatmi Dransfield. Dinochloa malayana ingår i släktet Dinochloa och familjen gräs. Inga underarter finns listade i Catalogue of Life.